# Elecciones generales de San Cristóbal y Nieves de 2022
Las elecciones generales anticipadas de San Cristóbal y Nieves de 2022 se realizaron el 5 de agosto del mencionado año con el objetivo de la renovación de 11 de los 15 escaños de la Asamblea Nacional, se dan a consecuencia de la disolución parlamentaria previa a una moción de censura.

## Trasfondo
La alianza Unidad en Equipo llegó al poder por primera vez en las elecciones de 2015, ganando un segundo mandato en las elecciones de 2020. En 2022, las tensiones entre el primer ministro Harris y sus socios de coalición los llevaron a presentar una moción de censura contra él. Los partidos ahora en la oposición le pidieron al Gobernador General Sir Tapley Seaton que despidiera a Harris, lo que llevó a Seaton a recordarles que no tiene este poder bajo la constitución de la federación. El propio Harris respondió pidiendo la disolución del parlamento antes de que se llevara a cabo la moción de censura.

## Sistema electoral
La Asamblea Nacional está compuesta por quince escaños. De éstos, once son elegidos directamente por la ciudadanía mediante escrutinio mayoritario uninominal y los 4 restantes son designados por el Gobernador General. La isla de San Cristóbal está dividida en ocho circunscripciones, mientras que la isla de Nieves consta de tres circunscripciones.

## Resultados
| Partido                            | Partido                                     | Votos  | %     | Escaños | +/–   |
| ---------------------------------- | ------------------------------------------- | ------ | ----- | ------- | ----- |
|                                    | Partido Laborista de San Cristóbal y Nieves | 12,186 | 44.44 | 6       | 4     |
|                                    | Partido Laborista del Pueblo                | 4,623  | 16.86 | 1       | 1     |
|                                    | Movimiento de Acción Popular                | 4,451  | 16.23 | 1       | 3     |
|                                    | Movimiento de los Ciudadanos Responsables   | 3,473  | 12.66 | 3       | 0     |
|                                    | Partido Reformista de Nieves                | 2,615  | 9.54  | 0       | 0     |
|                                    | Movimiento de Restauración Moral            | 67     | 0.24  | 0       | Nuevo |
|                                    | Partido Laborista de Unidad                 | 5      | 0.02  | 0       | Nuevo |
|                                    | Independientes                              | 4      | 0.01  | 0       | 0     |
|                                    | Nombrados y Ex officio                      | –      | –     | 4       | –     |
| Votos válidos                      | Votos válidos                               | 27,424 | 99.26 | –       | –     |
| Votos nulos/en blanco              | Votos nulos/en blanco                       | 204    | 0.74  | –       | –     |
| Total                              | Total                                       | 27,628 | 100   | 15      | –     |
| Votantes registrados/participación | Votantes registrados/participación          | 50,973 | 54.20 | –       | –     |
| Fuente: SKN Vibes                  |                                             |        |       |         |       |